# Руднєва Ніна Всеволодівна
Ніна Всеволодівна Руднєва (1922 — 1971) — українська радянська діячка, новатор виробництва, інженер, заслужений металург Української РСР, старший майстер термічних печей термокалібрувального цеху Запорізького заводу «Дніпроспецсталь» Запорізької області. Кандидат у члени ЦК КПУ в лютому 1960 — вересні 1961 р.

## Життєпис
У 1940 році закінчила гірничий технікум.
Член ВКП(б) з 1946 року.
У 1948 році закінчила Сибірський металургійний інститут в Сталінську.
З 1948 року — інженер, майстер термічних печей, з 1957 року — начальник дільниці світлого відпалювання, старший майстер термокалібрувального цеху Запорізького заводу «Дніпроспецсталь» Запорізької області.

## Нагороди
- орден Леніна (7.03.1960)
- заслужений металург Української РСР (6.03.1967)